# Benito Rigoni
Pour les articles homonymes, voir Rigoni.
Benito Rigoni, né le 11 avril 1936 à Asiago et mort le 23 décembre 2021 à Dueville, est un bobeur italien.

## Carrière
Aux Jeux d'hiver de 1964 organisés à Innsbruck en Autriche, lors de sa seule participation olympique, Benito Rigoni est médaillé de bronze en bob à quatre avec Eugenio Monti, Gildo Siorpaes et Sergio Siorpaes.

## Palmarès

### Jeux Olympiques
- : médaillé de bronze en bob à 4 aux JO 1964.